# Emblemariopsis randalli
Emblemariopsis randalli is een straalvinnige vissensoort uit de familie van snoekslijmvissen (Chaenopsidae). De wetenschappelijke naam van de soort is voor het eerst geldig gepubliceerd in 1965 door Cervigón.